# Verwaltungs-Berufsgenossenschaft
Die Verwaltungs-Berufsgenossenschaft (VBG) ist als gewerbliche Berufsgenossenschaft eine der größten Träger der gesetzlichen Unfallversicherung in Deutschland.

## Geschichte
Die VBG wurde 1912 in Berlin als „Versicherungsgenossenschaft der Privatfahrzeug- und Reittierbesitzer“ gegründet. Ursprünglich sicherte sie vor allem Chauffeure, Kutscher und andere Personen, die im privaten Dienst arbeiteten, gegen Unfälle ab. Nach dem Ersten Weltkrieg organisierte sich die Berufsgenossenschaft neu und übernahm unter anderem auch die Versicherung für Wach- und Vergnügungsbetriebe. Ihren Namen änderte sie zu „Berufsgenossenschaft für reichsgesetzliche Unfallversicherung“.
Nach dem Zweiten Weltkrieg und der Gründung der Bundesrepublik wurde die VBG auch zuständig für Banken, Versicherungen, Verwaltungen, freie Berufe und Theater. 1954 wurde der Name Verwaltungs-Berufsgenossenschaft eingeführt. 
Im Zuge der Organisationsreform der gesetzlichen Unfallversicherung hatte sich die Verwaltungs-Berufsgenossenschaft mit Wirkung zum 1. Januar 2009 mit der Berufsgenossenschaft der keramischen und Glas-Industrie (BGGK) und zum 1. Januar 2010 mit der Berufsgenossenschaft der Straßen-, U-Bahnen und Eisenbahnen (BG BAHNEN) zusammengeschlossen.
In die VBG zahlten (Stand 2020) etwa 1,2 Millionen Unternehmen Beiträge für über zehn Millionen Versicherte ein.

## Zuständigkeit
Anders als ihr Name vermuten ließe, ist die Verwaltungs-Berufsgenossenschaft nicht nur für den Gewerbezweig Verwaltung zuständig, sondern auch darüber hinaus für eine ganze Reihe weiterer Berufs- und Gewerbezweige, die ebenfalls dem Schutz der gesetzlichen Unfallversicherung unterfallen, die aber nicht in die Zuständigkeit der übrigen gewerblichen Berufsgenossenschaften einzuordnen waren. Die Rechtsprechung hat mitunter von einer „Auffangzuständigkeit“ der VBG für Dienstleistungsberufe in einem sehr weiten Sinne gesprochen.
Die Zuständigkeit der VBG besteht derzeit insbesondere für Banken, Versicherungen und Leasingunternehmen, für das Ingenieurwesen und für Architekturunternehmen, für den Bereich Information (dazu zählen auch Unternehmen der IT-Branche), Kommunikation, Medien, Werbung, Gestaltung und Forschungseinrichtungen, für Bildungseinrichtungen, für Beratungseinrichtungen (dazu zählen auch Rechtsanwälte und Steuerberater), für Interessenvertretungen und Religionsgemeinschaften, für die Immobilienwirtschaft, für Sicherheitsunternehmen und Makler, für soziale Einrichtungen, für Unternehmen der Freizeitgestaltung, der Kunst und der Kultur, für Lotterieunternehmen und Spielbanken, Tierparks und Tierpflegeeinrichtungen, Zeitarbeitsunternehmen und Sportvereine, Unternehmen der keramischen und Glasindustrie, für private und öffentliche Straßenbahn-, U-Bahn- und Eisenbahnunternehmen, Kraftfahrbetriebe und alle weiteren Dienstleistungsunternehmen.
Daneben besteht die Möglichkeit,  freiberuflich Tätige sowie Ehrenamtsträger in gemeinnützigen Organisationen, in Arbeitgeberorganisationen und Gewerkschaften sowie in politischen Parteien freiwillig zu versichern.

## Organisation

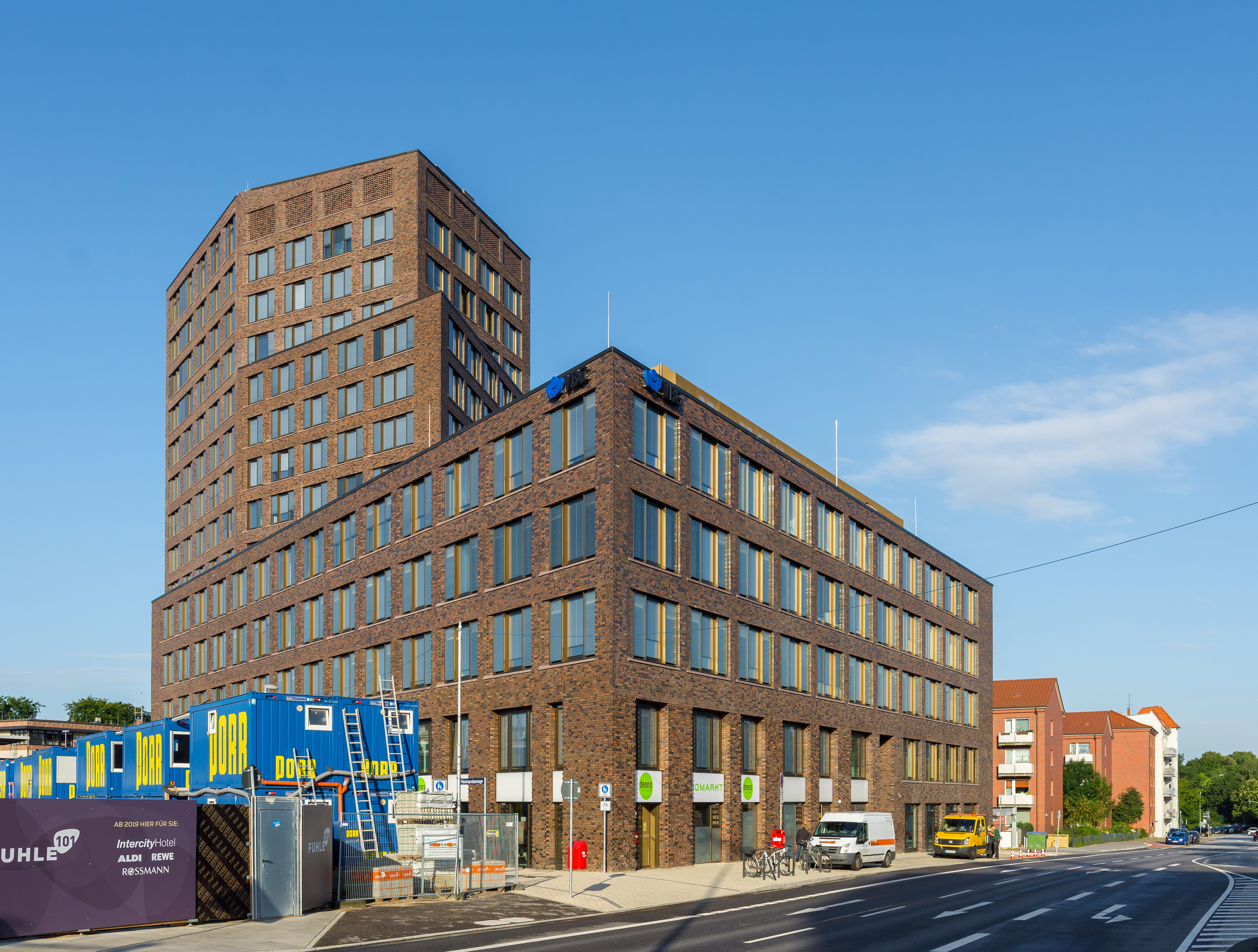
Hauptverwaltung der VBG in Hamburg-Barmbek-Nord

Die Hauptverwaltung der VBG hat ihren Sitz in Hamburg. Daneben bestehen Bezirksverwaltungen in Berlin, Bergisch Gladbach, Bielefeld, Dresden, Duisburg, Erfurt, Hamburg, Ludwigsburg, Mainz, München und Würzburg.
Hauptgeschäftsführer der VBG ist Kay Schumacher. Stellvertretende Hauptgeschäftsführerin ist Nada Göltzer. 
Akademien werden von der VBG betrieben in Storkau, Gevelinghausen, Dresden, Mainz, Ludwigsburg und Untermerzbach.